# San Quirino
San Quirino är en ort och kommun i regionen Friuli-Venezia Giulia i Italien och tillhörde tidigare även provinsen Pordenone som upphörde 2017. Kommunen hade 4 285 invånare (2018).